# 弗里亞斯 (聖地亞哥-德爾埃斯特羅省)
28°38′0″S 65°0′0″W / 28.63333°S 65.00000°W

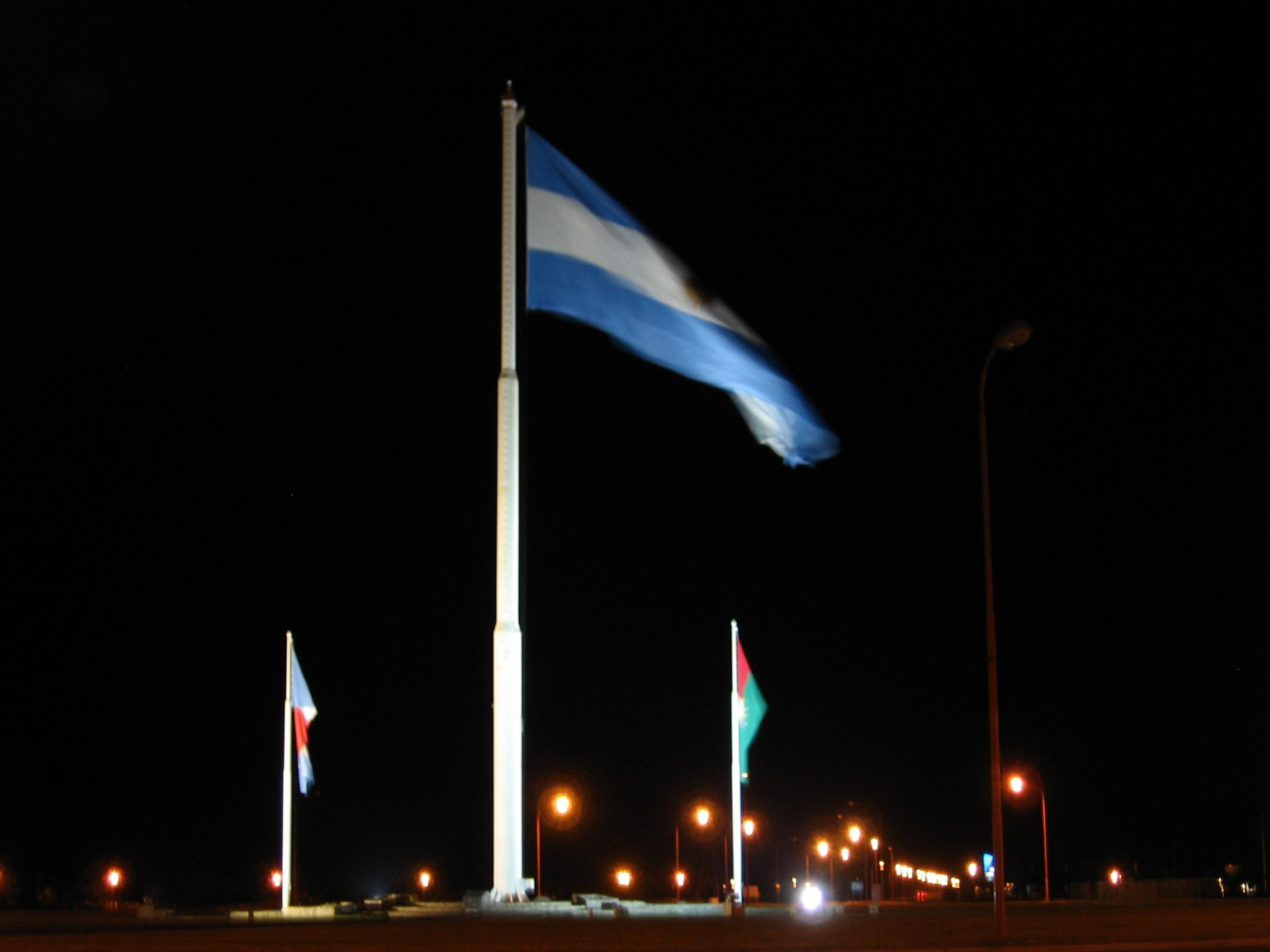

弗里亞斯（西班牙語：Frías），是阿根廷的城鎮，位於該國北部聖地亞哥-德爾埃斯特羅省，是喬亞縣的首府，毗鄰與卡塔馬卡省接壤的界線，始建於1874年9月24日，海拔高度335米，2012年人口26,403。